# حافة اللثة
حافة اللثة هي السطح الفاصل بين الظهارة التلمية وظهارة تجويف الفم. وهذا الفاصل يوجد في النقطة الأكثر قربا للمنطقة التاجية من اللثة، والمعروفه أيضا باسم قمة حافة اللثة.
و لأن الجزء القصير من اللثة يوجد فوق ارتفاع الناتئ السني للفك العلوي، والمعروف أيضا باللثة غيرالملتصقة(free gingiva), وليست مرتبطه بالسمحاق السني (الرباط السنخي السني) الذي يحيط بالعظم، فهو متحرك. ولكن بسبب وجود الألياف اللثوية مثل الألياف اللثوية السنيه والدائريه، تبقى اللثة غيرالملتصقة مسحوبه باتجاه سطح السن إلا إذا دفعت بعيدا بواسطة مسبار دواعم السن أو شعيرات فرشاة الأسنان على سبيل المثال.

F -حافة اللثة: النقطة الأكثر قربا للمنطقة التاجية من اللثه, مصور كقمة التل الوردي في هذا المخطط.إلى اليسار يظهر الظهارة التلمية ضمن التلم اللثوي (G). وإلى اليمين تكمن ظهارة الفم(E)

## الألياف اللثوية المارة بالحافة اللثوية
- الألياف الطولية : هي ألياف تمتد لمسافات طويلة خلال اللثة الحرة واحياناً تمتمد على طول قوس الأسنان .
- الألياف الدائرية : تلتف هذه الألياف على كل سن خلال اللثة الحرة واللثة بين الأسنان، بعضها يتل بجذر السن وبعضها يصل للعظام الحاملة للسن . وبعضها يمتد ليصل إلى مجموعة أخرى من الألياف اسن آخر .
- الألياف الهلالية (شبه الدائرية ) : تنتنج هذه الألياف من الطبقة الملاطية المغلفة للجذر (cementum) وتمر بالحافة اللثوية وتمتد لتصل إلى الجانب الآخر من السن .
- الألياف المارة باللثة (transgingival fibers): تعزز الألياف الدائرية والهلالية، وتمتد هذه الألياف من المنطقة القريبة من رقبة السن إلى الحافة اللثوية في السن المجاور وتقوم بالاندماج مع الألياف الدائرية .
- الألياف العمودية : تنشأ من الغشاء المغطي للعظام أو من اللثة الملتصقة (attached gingiva) وتتجه باتجاه تاج السن لتمر بالحافة اللثوية واللثة بين السنية .

## دراسة اللثة هستولوجياً
السطح الخارجي من اللثة بجميع أنواعها يعمل كنسيج واقي لما تحته من الأنسجة، لذا يتكون من نسيج طلائي حرشفي متعدد الطبقات وتتكون الطبقة ألأخيرة من طبقة الكيراتين التي تساعد على إطالة عمر النسيج وتزيد قدرته على تحمل العوامل الخارجية . أما السطح الداخلي من الحافة الحرة للثة فلا يحتوي على طبقة الكيراتين .
تحتوي اللثة على نسيج ضام يحتوي عدد من ألياف الكولاجين، التي تعطي للثة الصلابة وتمكنها من الاتصال بالأنسجة التي تحتها جذر السن والعظام المحيطة به .
كما يحتوي النسيج الضام على عدد كبير من الأوعية الدموية، والأوعية الليمفاوية والأعصاب والعديد من الخلايا المسؤولة عن حماية اللثة عن طريق الالتهاب .

## تراجع اللثة أو انحسارها
في الأسنان الصحية تكون عمق المسافة بين السن واللثة 0.5 إلى 2.0 ملم، وإذا كان العمق أكثر من 3.0 ملم تعتبر اللثة مريضة.
تراجع اللثة أو انحسار اللثة عندما يكون هناك حركة جانبية لحافة اللثة بعيدا عن سطح السن..
تسمى بتراجع اللثة كإجراء متعمد، وفي مثل هذه الحالات يتم تنفيذ ذلك بطريقه ميكانيكيه، كيميائية أو كهربائية من أجل أداء بعض الإجراءات في جراحة الأسنان.
وتسمى بانحسار اللثة كتسميه عفويه وغير مقصوده وفي مثل هذه الحالات قد تشير إلى وجود التهاب دفين، تكون جيوب أو إزاحة حافة اللثة بعيدا عن السن بطريقه ميكانيكيه، كيميائية أو جراحيه.
قد يكشف جذور السن، كما في انحسار اللثة.